# Phloeidae
Phloeidae Amyot & Serville, 1843, è una piccola famiglia di insetti dell'ordine Rhynchota Heteroptera, superfamiglia Pentatomoidea. 

## Descrizione, diffusione e biologia
Questi insetti hanno un corpo appiattito ed espanso in lobi laterali appiattiti e denticolati, tali da renderne il profilo frastagliato. Questo carattere, insieme alla colorazione del tegumento fa sì che il corpo si confonda facilmente con il ritidoma delle corteccia o con i licheni. Hanno antenne composte da 3 segmenti, nascoste dai lobi del capo, e zampe con tarsi di tre segmenti.
La famiglia ha un areale ristretto alla Regione neotropicale. In merito alla biologia, è abbastanza nota quella della specie Phloea subquadrata. Insetto associato a piante della famiglia delle Myrtaceae predilige quelle legnose con corteccia irregolare. La femmina protegge le uova dai predatori ricoprendole con il proprio corpo.